# Samir Qotb
 Samir Qotb  (en árabe: محمد سمير قطب‎), a veces transliterado como Quotb o Kottb, (nacido el 16 de marzo de 1938 en Alejandría; fallecido el 28 de junio de 2006) era un futbolista egipcio, se desempeñaba como centrocampista ofensivo.

## Carrera como jugador
Jugó 12 temporadas en el Zamalek Sporting Club de El Cairo. Concretamente desde la 1955-56, hasta la 1966-67. Con este equipo ganó 3 ligas y 5 copas, una de ellas, la de 1958, compartida con el máximo rival de su club, el Al-Ahly.

## Selección nacional
Con la selección nacional ganó la 1ª edición de la Copa Africana de Naciones disputada en Sudán, en 1957, de la Copa Africana de Naciones. También participó en la 3ª edición, la de 1962 celebrada en Etiopía. En esta ocasión perdieron la final contra los anfitriones. Jugó todos los partidos de su combinado en las dos ediciones. Fueron 4 partidos en total.
Con el equipo de fútbol de Egipto, disputa dos olimpiadas, la de Roma en 1960 y la de Tokio en 1964. En la de Tokio, Egipto llega a las semifinales y su compañero Rifaat El-Fanageely es elegido mejor defensa de la competición.

### Participaciones internacionales
| Año                            | Sede    | Resultado    |
| ------------------------------ | ------- | ------------ |
| Copa Africana de Naciones 1957 | Sudán   | Campeón      |
| Olimpiadas de Roma 1960        | Italia  | Primera fase |
| Copa Africana de Naciones 1962 | Etiopía | Subcampeón   |
| Olimpiadas de Tokio 1964       | Japón   | Semifinales  |

## Clubes
| Club    | País   | Año       |
| ------- | ------ | --------- |
| Zamalek | Egipto | 1955-1967 |

## Palmarés

### Copas nacionales
| Título         | Equipo  | País   | Año         |
| -------------- | ------- | ------ | ----------- |
| Copa de Egipto | Zamalek | Egipto | 1951-1952   |
| Copa de Egipto | Zamalek | Egipto | 1956-1957   |
| Copa de Egipto | Zamalek | Egipto | 1957-1958 * |
| Copa de Egipto | Zamalek | Egipto | 1958-1959   |
| Copa de Egipto | Zamalek | Egipto | 1959-1960   |
| Liga egipcia   | Zamalek | Egipto | 1959-1960   |

| * Trofeo compartido con el Al-Ahly |

### Copas internacionales
| Título                    | Equipo | País  | Año  |
| ------------------------- | ------ | ----- | ---- |
| Copa Africana de Naciones | Egipto | Sudán | 1957 |